# 三石バイパス
三石バイパス（みついしバイパス）は、岡山県備前市三石の船坂峠から備前市八木山の備前インターチェンジに至る延長1.6 kmの国道2号のバイパスである。

## 概要
途中、県道岡山赤穂線と立体交差する。
旧道は関川から国道2号から出ている線から直進し船坂あたりから合流しているところまでの区間。

### 路線データ
- 起点：岡山県備前市三石
- 終点：岡山県備前市八木山
- 総延長：1.6 km[1]
- 車線数：2車線

## 沿革
- 1962年（昭和37年）10月31日 - 工事中に斜面で崩壊が発生[2]
- 1963年（昭和38年）3月 - 斜面の崩壊に対する対策工事が完了[3]
- 1964年（昭和39年）6月 - 全線開通[1]

## 路線状況

### 道路施設
船坂トンネル
1955年の開通で長さは408 m。
三石第一隧道
1963年の開通で長さは455 m。
三石第二隧道
同年開通で長さは196 m。

### 交差する道路
- 岡山県道・兵庫県道96号岡山赤穂線（備前市三石）